# 연서면
연서면(燕西面)은 세종특별자치시의 면이다. 인구는 약 7천500 명이며, 이 중 3분의 1 정도가 면의 남동부에 위치한 봉암리에 거주한다.

## 역사
- 백제시대 : 두잉지현
- 통일신라시대 : 연상영현, 정읍현
- 조선시대
  - 1416년 : 연기현
  - 1895년 : 연기군
- 구한말
  - 1909년 : 군제 개편으로 '서면'이라 칭함.
- 일제강점기
  - 1917년 : 면제 개정으로 북면의 9개 리를 편입, 18개 리 관할
  - 1939년 : 행정구역 개편(5개 리[1] 조치원 편입, 13개 법정리 관할)
  - 1942년 : 면사무소를 조치원읍 번암리에서 현 위치인 성제리로 이전
- 대한민국
  - 1987년 : 봉암출장소 개설
  - 2004년 : 면사무소 청사 신축·개소
  - 2012년 7월 1일 : '연서면'으로 개칭

## 하위 행정 구역
| 법정리 | 한자명 | 행정리 | 비고                   |
| ------ | ------ | ------ | ---------------------- |
| 고복리 | 高福里 |        |                        |
| 부동리 | 釜洞里 |        |                        |
| 국촌리 | 菊村里 |        |                        |
| 봉암리 | 鳳岩里 |        |                        |
| 성제리 | 性齊里 |        | 면 행정복지센터 소재지 |
| 쌍류리 | 雙流里 |        |                        |
| 신대리 | 新垈里 |        |                        |
| 청라리 | 靑羅里 |        |                        |
| 와촌리 | 瓦村里 |        |                        |
| 기룡리 | 起龍里 |        |                        |
| 월하리 | 月河里 |        |                        |
| 쌍전리 | 雙錢里 |        |                        |
| 용암리 | 龍岩里 |        |                        |
| 13리   |        |        |                        |

## 교육
연서면에는 1개의 중학교, 4개의 초등학교가 있다.

### 교육기관
- 중학교
  - 연서중학교
- 초등학교
  - 연서초등학교
  - 쌍류초등학교
  - 연봉초등학교
  - 세종도원초등학교 : 조치원읍 죽림리와 신흥리 서부(세종로 서쪽)에 대규모 아파트 단지가 조성되면서 2009년 3월 조치원읍에 접한 월하리에 신설되었다.

## 문화

### 보물
- 세종 연화사 무인명불비상 및 대좌 - 보물 제649호
- 세종 연화사 칠존불비상 - 보물 제650호

### 시도유형문화재
- 세종 기룡리 효교비 - 세종특별자치시 유형문화재 제2호

### 시도문화재자료
- 세종 학림사 신중도 - 세종특별자치시 문화재자료 제13호

### 사지
- 고복리사지 - 연서면 고복리 173-3 일원[2]

## 교통
연서면에 인접한 조치원읍에는 경부선 철도가 지나며, 연서면 방향 버스 노선은 7권역으로 거의 조치원역을 기점으로 하고 있다.
제법 인구가 밀집한 봉암리에는 시외버스가 정차한다.